# Себак
Себак (Севак; тадж. Себак) — село (тадж. деҳа) в Нурабадском районе Республики Таджикистан. Административно относится к сельской общине Мехробод.
Расстояние от села до центра района (пгт Дарбанд) — 22 км, до центра общины (село Мехробод) — 4 км.
Население — 385 человек (2017 г.), таджики.